# Loki (Marvel Comics)
Loki é um personagem fictício e um vilão que aparece nas histórias em quadrinhos americanas publicadas pela Marvel Comics. Criado pelo escritor Stan Lee, o roteirista Larry Lieber e o desenhista Jack Kirby, ele é baseado na divindade mitológica nórdica de mesmo nome. Embora uma versão de Loki tenha estreado em Venus #6 (agosto de 1949), sua caracterização como irmão adotivo e inimigo do super-herói Thor foi introduzida com a versão que estreou em Journey into Mystery #85 (outubro de 1962), que persistiu até a era moderna.
Loki foi o primeiro vilão responsável pela primeira reunião dos Vingadores, grupo de super-heróis formado pelo seu arqui-inimigo e irmão adotivo Thor, Homem de Ferro, Viúva Negra, Gavião Arqueiro, Capitão América e Hulk. O grupo se formou após combater um dos ataques do vilão. Loki também foi o responsável pela criação do Homem-Absorvente e pelos ataques do Destruidor, um robô criado por Odin, ambos inimigos de Thor. Entre tantas maldades que foi capaz de cometer com o intuito de usurpar o trono de Odin (que, por direito, é de Thor), Loki fez parte da Cabala de Norman Osborn, posteriormente incitando o Cerco a Asgard. Seu fim aconteceu nas mãos do super-humano Vácuo, alter-ego demoníaco de Robert Reynolds (que chegou a fazer parte dos Vingadores sob a identidade heroica do Sentinela). Mas, na Era Heroica, foi ressuscitado em sua forma adolescente.
Loki na verdade é mal compreendido, ele sempre acreditou que Odin o adotara para que fosse enaltecida a grandeza de Thor, Loki ficou desgostoso com sua condição submissa em relação a aqueles que lhe tiraram sua condição de herdeiro de Laufey, rei dos gigantes de gelo. Toda a sua luta é para mostrar a todos que ele tem valores, ainda que distorcidos.

## Biografia ficcional

### Auto-adoção
Loki é o filho de Laufey, rei dos Gigantes de Gelo de Jotunheim, um dos Nove Reinos da cosmologia asgardiana. Loki nasceu muito menor e mais fraco que um gigante de gelo comum, sendo encarado com muita vergonha e desprezo pelo pai e os demais.
O soberano de Asgard, Bor, lidera seus súditos em uma batalha contra os gigantes do Gelo. Dentre eles estava seu filho, Odin. No caminho, Bor foi transformado em neve por um feiticeiro e pede para Odin ir atrás de alguém poderoso para quebrar o encanto e voltar a sua forma normal, mas Odin, ganancioso, acabou sem ir atrás deste feiticeiro, para derrotar os gigantes sozinho e se tornar o novo Rei de Asgard. Tempos depois, é revelado que foi o próprio Loki, adulto, que voltou ao passado com ajuda de Hela. Lá, ele transformou Bor em uma estátua de neve viva para ser adotado por Odin.
Odin se sente culpado pela morte do pai e Loki explora isso aparecendo para ele entre as chamas na forma de Bor mandando ele buscar e cuidar do filho de sua última vítima para casa e tratá-lo como um filho.
Após ver seu pai, Laufey, sendo assassinado por Odin, Loki ainda uma criança tenta atacar o assassino asgardiano, mas é agredido e levado para ser cuidado como um filho por Odin.
Ou seja, o próprio Loki voltou ao passado para fazer com que Odin o adotasse; ele escreveu a sua própria história desde o começo.
Odin decidiu criá-lo juntamente com seu próprio filho, Thor.

### Infância
Ao longo de sua infância, Loki ressentiu-se pelo fato de Odin e os outros asgardianos preferirem o jovem Thor, que já evidenciava nobreza de espírito e se destacava em todos os feitos. Jurando tornar-se o deus mais poderoso de toda Asgard, Loki começou a estudar as artes místicas com a bruxas Nornes, para as quais tinha uma afinidade natural, e muitas vezes usando essas habilidades para fazer piadas cuja intenções era constranger seu irmão. Durante todo esse tempo, seu ódio pelo Deus do Trovão inflamou-se e se transformou na determinação de destruir seu irmão adotivo.

### Inveja
Em uma de suas travessuras, Loki cortou os cabelos loiros da paixão de Thor, Sif, enquanto ela dormia. Thor descobriu e ordenou que ele restaurasse os cabelos dela. Loki fez os anões Eitri e Brokk a forjar novos cabelos para ela, fazendo os seus cabelos negros como a noite.
Quando Odin mandou Thor, Sif e Balder para obter as informações necessárias para criar a espada Svadren, Loki decidiu segui-los em segredo, mas quando a resina das Nornas, Karnilla, ofereceu uma aliança para atacar Asgard, Loki se recusou e decidiu alertar os outros sobre o ataque iminente.
Quando Odin preparava seu presente maior para Thor, o martelo encantado Mjölnir, Loki interferiu na criação, fazendo com que seu cabo fosse forjado demasiadamente curto.
Loki sempre teve inveja por Thor ter sido o escolhido para empunhar o Mjölnir e durante os anos seguintes tramou diversos estratagemas para obter o martelo. Seu ódio por Thor crescia cada vez mais e assim, começou a fazer alianças com outros inimigos de Asgard.

### Fase adulta
Ao longo dos séculos, ele inúmeras vezes tentou destruir Thor e tomar o trono de Asgard. Em várias ocasiões, Loki atacou Thor diretamente, em outras, porém, escolheu valer-se de títeres, alguns dos quais dotou de poder sobre-humano. Os atos de Loki tornaram-se cada vez mais malévolos, ecoando sua ânsia de poder e vingança.
Cansado de Asgard, Loki usou sua magia para escapar de sua cela, e encontra o feiticeiro Eldred, que aumentou a sua formação nas artes das trevas. Loki enfrentou o demônio de fogo conhecido como Surtur e ofereceu a alma de Eldred em troca de mais poder. Surtur aceitou, e Loki tomou o controle das terras de Eldred. Sua utilização nas artes das trevas lhe valeu o qualificativo de Deus do Mal, entre o Asgardianos.
Loki se envolveu com a deusa Angerboda, e dessa relação nasceu Jörmungandr (Serpente de Midgard), o Lobo Fenris, e a deusa da morte, Hela.
Loki enganou também a deusa Sigyn fazendo se casar com ele, fingindo ser seu amor Theorico.
À medida que envelhecia, as travessuras de Loki aumentavam, fazendo com que Odin acabasse se sentindo obrigado a aprisioná-lo na Ilha do Silêncio.

### Tempos atuais/Juntando os Vingadores
Loki consegue escapar de Asgard e vai para Nova York atormentar o médico Donald Blake (que se transformava em Thor), o interesse óbvio pela mitologia nórdica deu amplos conhecimentos sobre essas entidades para o médico, tanto que reconheceu Loki e sabia que o poder místico de Loki era vulnerável a água.
Em sua investida seguinte, Loki pretende se vingar de Thor por ter sido exilado por Odin na Ilha do Silêncio. Tentou voltá-lo contra oHulk para uma cilada, mas inadvertidamente acabou contribuindo para a formação dos Vingadores.
Buscando também destruir o relacionamento entre pai e filho, o invejoso deus tentou jogar Odin contra Thor. Loki usurpou temporariamente o controle de Asgard quando Odin esteve incapacitado e chegou até trocar de corpo com Thor por um breve período. Invariavelmente, porém, o Deus do Trovão frustrou sua tentativa de tomar o poder e se vingar.

### Contra os Mutantes
Seus planos ardilosos não se resumiam apenas a conquista de Asgard, ele acabou tendo os X-men e a Tropa Alfa em seu encalço quando capturou um avião pilotado por Madelyne Pryor e deu poderes a seus tripulantes. No fim, Loki jura vingança aos X-Men ao negarem servi-lo. Pouco tempo depois, manda Encantor capturá-los mas, por não conhecer bem a equipe, ela captura Tempestade e os Novos Mutantes. Pretendendo tornar Tempestade na nova Deusa do Trovão obediente a ele, Loki fez uma lavagem cerebral nela e deu um martelo encantado semelhante ao de Thor.
Os X-Men o seguiram até Asgard e Ororo quase mata Wolverine em batalha, mas depois, se recuperando do domínio de Loki, ela recusa o martelo e os poderes dados por Loki, acabando com os planos dele de controlar Asgard.

### Thor Sapo
Após Thor levar um beijo de uma certa dona de casa (que não sabia estar sendo controlada por Loki), Thor vira sapo, e deixa os asgardianos preocupados, se perguntando onde ele está.
Em Asgard, Loki ri e se sente satisfeito pelo sumiço de Thor, enquanto Heimdall e Harokin, que é um sósia de Thor, acaba se passando pelo mesmo, para deixar o povo asgardiano mais tranquilo, porém Heimdall e Harokin tentam adiar a eleição para o cargo de líder de Asgard, pois sua farsa poderia ser descoberta. Loki então descobre a farsa dos dois e planeja acabar com eles.
Em Asgard, Loki desmascara Harokin, inclusive erguendo seu martelo que é uma cópia do Mjölnir, porém nesse exato momento Thor retorna e leva Loki, mas isso deixa os asgardianos apreensivos com a sua aparência bizarra. Thor consegue fazer Loki desfazer o encanto, e acaba se reunindo com os asgardianos outra vez.

### Atos de Vingança
Loki foi a mente por trás dos Atos de Vingança, onde articulava tudo secretamente. Reuniu vilões de todos os tipos para enfrentar heróis que nunca tinham enfrentado antes, e neles estavam, Dr. Destino, Rei do Crime, Magneto, o Mandarim, o Mago e o Caveira Vermelha. Os chefes planejavam os ataques e escolhiam os vilões adversários, procurando aqueles que conseguissem vantagens ao enfrentar determinado super-herói.
Para recrutar “auxiliares” dos gênios do crime que estavam à frente da conspiração, Loki promoveu uma fuga da Gruta, uma prisão para criminosos superpoderosos.
Com as sucessivas derrotas, os chefes da conspiração começaram a discordar entre si, até que Loki se revelou e foi atacado pelos Vingadores.
Como último ato de vilania, Loki criou o robô Tri-Sentinela para destruir a Cidade de Nova York. O robô acabou sendo detido peloHomem-Aranha.

### Cometendo um erro
Com a ascensão de Thor ao trono de Asgard após a morte de Odin, Loki deflagrou seu mais diabólico ardil, semeando dúvidas e discórdia entre os súditos do novo rei, e preparou-se, com grande expectativa, para assumir o trono de Asgard.
Loki disfarçado de um viajante do futuro, vai até o mordomo dos Vingadores, Jarvis, pedindo socorro, este não percebe que era um engano e acaba lhe dando informações que prejudicaria os Vingadores, Loki dizendo ser o maior vilão da equipe, recria outros grandes vilões para enfrentá-los, depois dá vida as estátuas de adamantium dos Vingadores fundadores e os programa para atacar, até que, o adamantium é derretido e é jogado em Loki, que fica preso no adamantium.

### Ragnarök
Quando tentou incriminar a identidade mortal de Thor, Loki acabou preso em um corpo parecido com o de Jake Olson, sendo conhecido agora como Loren Olson. Karnilla libertou Loki da prisão pouco antes de Odin lutar contra Surtur, morrendo nesta ocasião.
Thor tomou o trono de Asgard e Loki, estava disposto a viver sob seu reinado, quando Thor começou a impor valores asgardianos na Terra.
No entanto, Thor finalmente deixou a Terra para descobrir, que, num futuro alternativo, teve de se tornar um tirano, por isso, voltou a reviver a rivalidade com Loki na tentativa de trazer o Ragnarök novamente segurando seu próprio martelo uru.
Mas desta vez, Thor lhe permite realizar seu plano de Asgard para descobrir que estava preso em um ciclo de morte e renascimento, que negava uma morte digna de um guerreiro para qualquer um. Thor decapitou Loki, e manteve sua cabeça com ele, enquanto permitiu a Surtur dar seu ataque final sobre Asgard.
Então Thor confronta os que habitam nas sombras, que eram responsáveis pelo circuito de Ragnarök, e causou sua destruição. Loki foi aparentemente consumido na destruição final de Asgard com seu irmão.

## Morte
Vácuo ("personalidade malvada" de Robert Reynolds) matou Loki, o desintegrando, porém Loki foi ressuscitado no corpo de um jovem chamado Seure.

## Poderes e habilidades
Apesar de ser um Gigante de Gelo, Loki possui atributos Asgardianos como:
- Força sobre-humana: Loki, através de sua própria biologia, possui uma força que é superior até mesmo a de um Asgardiano comum. Ele possui força suficiente para levantar até 100 toneladas. No entanto, ainda é possível que ele possa aumentar sua força através do encantos místicos, chegando a igualar-se a seu irmão Thor.
- Resistência sobre-humana: Loki é capaz de facilmente suportar balas de alto calibre, cair de grandes alturas, suportar forças de impacto, explosões nucleares, rajadas de energia e exposição a temperaturas extremas sem sofrer danos.
- Durabilidade sobre-humana: como todos os asgardianos, os tecidos corporais de Loki têm aproximadamente 100 vezes a densidade dos de um ser humano. Embora tenha aparência e as proporções físicas de uma pessoa magra, a densidade aumentada de seu corpo o torna centenas de quilos mais pesado do que parece. Esta densidade aumentada também contribui para a sua força sobre-humana à um grau limitado.
- Longevidade: como todos os asgardianos, Loki envelhece a uma velocidade muito mais lenta que os humanos. Sendo que apesar de milênios de anos, ele ainda tem a aparência de um asgardiano  jovem-adulto. Porém, Loki não é totalmente imune ao envelhecimento
- Fator de cura acelerado: como todos os asgardianos, Loki, embora tenha um resistência sobre-humana, pelo menos por padrões humanos, ainda pode ser ferido, seu metabolismo permite que ele rapidamente regenere danos e ferimentos muito mais rápido do que um ser humano. No entanto, através do uso de sua feitiçaria, a habilidade de Loki de curar-se torna-se muito superior à de outros Asgardianos.
- Vígor super-humano: o metabolismo acelerado queima as células de fadiga mais rapidamente, permitindo que ele se exerça esforçadamente sem se cansar por várias horas.
- Manipulação de magia: Loki tem a capacidade de gerar e controlar uma grande quantidade de magia para uma variedade de propósitos dos quais podem ser usados para aprimorar seus atributos físicos como velocidade, força e resistência, mas apenas temporariamente. Sendo um telecinético, Loki pode influenciar o movimento de objetos e pessoas com sua mente e como tal, esse poder revela-se devastador e caótico na natureza. Suas habilidades incluem a capacidade de projetar rajadas poderosas energia, gerar campos de força hiper-resistentes, teletransportar-se a outras dimensões, criar ilusões realistas, dar vida a seres inanimados temporariamente, aprimorar os atributos físicos de humanos comuns como os criminosos Cobra e Sandu, sendo capaz de retirar esse poderes no tempo que precisar.
- Telepatia: Loki demonstrou ter capacidades psiônicas cujos limites são desconhecidos. Ele demonstrou ser capaz de hipnotizar e se comunicar com outros seres telepaticamente, se assim permitirem, através de uma conexão intra  sensorial bioquímica eletromagnética.
- Transmutação: como uma série de deuses ou deusas, Loki possui capacidades de transmutação altamente desenvolvidas. Ele é capaz de adotar quase qualquer forma imaginável, seja animal, outros seres humanoides, até mesmo objetos inanimados.

### Habilidades
- Intelecto genial: Loki possui um intelecto privilegiado e grande conhecimento das artes místicas. Ele é extremamente esperto e habilidoso, um grande estrategista e um manipulador altamente qualificado e carismático, o que é evidente pela facilidade com que Loki repetidamente conseguiu recuperar a confiança de seus colegas Asgardianos, apesar de seus inúmeros crimes.
- Mestre em combate corpo-a-corpo: Loki é um formidável combatente, assim como um exímio espadachim, sendo especialmente hábil em aplicar seus poderes de magia em combate.
- Allspeak: graças ao Allspeak Loki pode se comunicar em todas as línguas dos Nove Reinos, dialetos da Terra, além de outras línguas alienígenas.

## Em outras mídias

### Desenhos animados
- A primeira aparição de Loki foi no segmento Thor de The Marvel Super Heroes, de 1966.
- Em Hulk Vs., de 2009, aparece no episódio chamado "Hulk Vs Thor", sequestrando o Hulk e o levando para Asgard.
- Aparece em Thor: Tales of Asgard (2012).
- É um dos vilões principais de The Avengers: Earth's Mightiest Heroes.
- Fez participações em episódios de The Super Hero Squad Show e Ultimate Spider-Man.

#### Universo Cinematográfico Marvel
Loki é interpretado pelo ator britânico Tom Hiddleston nos filmes do Universo Cinematográfico da Marvel.
- Loki aparece pela primeira vez em Thor (2011). No filme, ele é irmão adotivo de Thor que sempre almejou o trono de Asgard, cujo direito de herança era de seu irmão. É considerado o vilão do filme.
- No filme Os Vingadores (2012), Loki retorna com a missão de recuperar o Tesseract (Jóia do Espaço) da S.H.I.E.L.D. e entregar a Thanos, tendo como recompensa, o domínio da Terra. No entanto, ele falha, sendo derrotado pelos Vingadores e levado para julgamento em Asgard.
- Em Thor: O Mundo Sombrio (2013), após ser condenado a prisão nas masmorras de Asgard, Loki é libertado por Thor para ajudá-lo a encontrar o vilão Malekith. No fim do filme, Loki supostamente morre em um ato de sacrifício mas é revelado que ele está vivo e se passando por seu pai, Odin, para conseguir o trono.
- Em Thor: Ragnarok (2017), a farsa de Loki é revelada e o mesmo se encontra novamente unido a seu irmão Thor para encontrar Odin, seu pai, que desapareceu. Ao longo do filme, ele ajuda Thor a derrotar Hela, a deusa da Morte.
- Loki retorna em Vingadores: Guerra Infinita (2018) e acaba morto por Thanos.
- Em Vingadores: Ultimato (2019) uma versão alternativa do Loki rouba o Tesseract.
- Em 2018, foi anunciado que o personagem terá uma Série de TV própria, a ser lançado na plataforma de streaming Disney+.[8] A série estreou em 2021, intitulada Loki.

### Videogames
- É possível ser filho de Loki no jogo Camp Half Blood RPG
- Loki é um dos antagonistas principais em Marvel: Ultimate Alliance.
- É o vilão principal de Thor: God of Thunder, baseado no filme (Tom Hiddleston, inclusive empresta a voz ao personagem).
- É um vilão em Marvel Super Hero Squad.
- É um deus que pode ser venerado no jogo de RTS, Age of Mythology e Age of Mythology: The Titans.
- É um deus nórdico no game Smite.
- É um do vilões principais no jogo Marvel: Avengers Alliance e aparece como um personagem jogável de Marvel contest of Champions